# همیلتون (آلبوم)
| بررسی انتقادی  | بررسی انتقادی |
| منبع           | رتبه‌بندی      |
| -------------- | ------------- |
| آل‌میوزیک       | [ ۱ ]         |
| بیلبورد (مجله) | [ ۲ ]         |
| پیچفورک مدیا   | 6.9/10        |
| رولینگ استون   | [ ۴ ]         |
| Vice           | A             |

همیلتون (انگلیسی: Hamilton) نام آلبوم موسیقی موزیکال همیلتون است که در سال ۲۰۱۵ منتشر شد. این آلبوم در چارت آمریکا به رتبه سه و در چارت آلبوم‌های رپ به رتبه یک رسید و آن را پرفروش‌ترین آلبوم از یک تئاتر موزیکال برادوی کرد. همچنین این آلبوم برنده جایزه گرمی برای بهترین آلبوم تئاتر موزیکال نیز شد.
ترانه‌های معروف این آلبوم الکساندر همیلتون، فرصت‌های من، خواهران اسکایلر، تو باز خواهی گشت، بدون کمک (ترانه همیلتون)، راضی، برایش صبر کن (ترانه)، بالاشهر خلوت است، سروان مطیع شما، کسی که زنده می‌ماند، کسی که می‌میرد، کسی که داستانت را تعریف می‌کند هستند.